# Czerwony Kamień
Czerwony Kamień – wzgórze o wysokości 325 m n.p.m. w południowo-zachodniej Polsce na Pogórzu Kaczawskim będącym częścią Pogórza Zachodniosudeckiego (według Wojciecha Walczaka – częścią Sudetów Zachodnich). 

## Położenie
Wzgórze znajduje się w północnej części wsi Nowy Kościół, nad zabudowaniami Krzeniowa, po wschodniej stronie doliny Kaczawy, którą biegnie linia kolejowa nr 312 i droga wojewódzka nr 328. U podnóży południowych przebiega dolina Wilczy.

## Geologia
W obrębie wzgórza odkrywka (dawny kamieniołom) piaskowców z żyłami bazaltu trzeciorzędowego wulkanu. Dolnotriasowe piaskowce arkozowe są utworami drobnoziarnistymi i rdzawymi, słabo scementowanymi, o wyraźnym przekątnym uwarstwieniu i pojedynczych otoczakach granitu i granitognejsu. 

## Turystyka
Znajduje się tam punkt widokowy; brak turystycznych szlaków znakowanych.